# Puig de l'Amat
El Puig de l'Amat és una muntanya de 942 metres que es troba al municipi de la Vall d'en Bas, a la comarca catalana de la Garrotxa.